# Torry Castellano
Torrance Heather Castellano (San Francisco, California; 8 de enero de 1979), más conocida como Torry Castellano es la baterista del grupo de rock estadounidense The Donnas. Nació el mismo día, mes y año que la bajista Maya Ford.

## Inicios
Torry se mudó a Palo Alto, California a una corta edad y fue invitada por Allison, guitarrista del grupo, a unirse a The Donnas, en aquel entonces llamadas Ragady Anne y más tarde The Electrocutes, desde ahí empezaron a ensayar en el garage de Torry cada día después de la secundaria.
Como todas las demás integrantes, no sabía tocar la batería pero hoy en día Castellano está en la lista de los artistas de la marca de baterías Pearl.
Ha hecho varios cameos de ella misma en VH1 I love the... Series.

## Vida personal
En el año 2004, Torry conoció a Tré Cool, baterista de Green Day, en Los Ángeles. Tré le dedicó una canción que escribió para American Idiot llamada Rock & Roll Girlfriend, cuarta parte de la canción Homecoming. Fueron novios por poco tiempo, luego se separaron amistosamente. Actualmente, está soltera.

## Tendinitis
Cuando The Donnas estaba promocionando su quinto álbum de estudio llamado Spend the night, lanzado el 22 de octubre de 2002, Torry sufrió tendinitis y un año más tarde, en octubre de 2003, la operaron de tendinitis. 
Cuando estuvo recuperándose, tuvo que re-aprender a tocar la batería para poder agarrar bien las baquetas para lanzar el sexto álbum del grupo llamado Gold Medal, lanzado el 26 de octubre de 2004. Sólo podía tocar la batería por ciertos períodos.
En 2009,  la tendinitis volvió. Esta vez, la banda puso en reemplazo de Torry a Ami Cesari.
El 9 de julio de 2010 se anunció mediante un correo electrónico de la banda, titulado "Un anuncio especial de Torry", que no podía tocar la batería nunca más.
"Como estoy todavía adolorida, mis doctores llegaron a la conclusión de que no puedo tocar la batería nunca más porque si sigo, seguiré adolorida por el resto de mi vida. [...] He decidido que tengo que retirarme. [...] Me han gustado todas las experiencias que hemos tenido juntos y realmente quiero agradecerles por su apoyo y los momentos divertidos. [...] Siempre seré una Donna y seré una parte de la familia de The Donnas. Sé que seguirán apoyando a la banda y yo estaré allí también, como Donnaholic #1"